# William McCoy
William McCoy (*  bei Warrenton, Fauquier County, Virginia; † 1864 in Charlottesville, Virginia) war ein US-amerikanischer Politiker. Zwischen 1811 und 1833 vertrat er den Bundesstaat Virginia im US-Repräsentantenhaus.

## Werdegang
Über die Jugend und Schulausbildung von William McCoy ist nichts überliefert. Er trat der Demokratisch-Republikanischen Partei bei und saß von 1798 bis 1804 im Abgeordnetenhaus von Virginia. In den 1820er Jahren schloss er sich der Bewegung um Andrew Jackson an und wurde Mitglied der von diesem 1828 gegründeten Demokratischen Partei.
Bei den Kongresswahlen des Jahres 1810 wurde McCoy im dritten Wahlbezirk von Virginia in das US-Repräsentantenhaus in Washington, D.C. gewählt, wo er am 4. März 1811 die Nachfolge von Jacob Swoope antrat. Nach zehn Wiederwahlen konnte er bis zum 3. März 1833 elf Legislaturperioden im Kongress absolvieren. In diese Zeit fiel unter anderem der Britisch-Amerikanische Krieg. Seit dem Amtsantritt von Präsident Jackson im Jahr 1829 wurde innerhalb und außerhalb des Kongresses heftig über dessen Politik diskutiert. Dabei ging es um die umstrittene Durchsetzung des Indian Removal Act, den Konflikt mit dem Staat South Carolina, der in der Nullifikationskrise gipfelte, und die Bankenpolitik des Präsidenten. In den Jahren 1829 und 1830 war McCoy auch Delegierter auf einer Versammlung zur Überarbeitung der Staatsverfassung von Virginia. Zwischen 1827 und 1829 führte er den Vorsitz im Committee on Claims.
Nach dem Ende seiner Zeit im US-Repräsentantenhaus zog sich William McCoy aus der Politik zurück. Er starb im Jahr 1864 in Charlottesville.